# Science Fiction and Fantasy Writers of America
Science Fiction and Fantasy Writers of America (abgekürzt SFWA; Aussprache /ˈsɛfwə/) ist eine Organisation in New York City, der fast alle professionellen Science-Fiction- und Fantasy-Autoren Nordamerikas angehören. Die SFWA wurde 1965 als Science Fiction Writers of America von Damon Knight gegründet.

## Mitgliedschaft
Um ein aktives Mitglied in der SFWA zu werden, muss ein Autor verschiedene Voraussetzungen erfüllen. Zunächst müssen seine Veröffentlichungen in den USA erfolgt sein. Zum zweiten muss er oder sie dafür bezahlt worden sein. Veröffentlichungen im Eigenverlag zählen hierbei nicht.
Als Veröffentlichungen zählen:
- Drei Kurzgeschichten, die in einem oder mehreren Verlagen erschienen sind und für die der Autor mindestens drei Cent (bis 2004) bzw. mindestens fünf Cent pro Wort (seit 2005) erhielt, bzw. mindestens jeweils 50 US-Dollar je Story.
- Der Autor hat einen Roman veröffentlicht, für den das Honorar mindestens 2.000 US-Dollar betrug.
- Der Autor legt dem Komitee für die Aufnahme in der SFWA ein Skript in voller Länge vor, das akzeptiert wird und eine Mitgliedschaft rechtfertigt.

Nicht nur Autoren, auch Institutionen wie Universitäten und Bibliotheken können Mitglieder der SFWA werden. Andere Personen, wie z. B. Herausgeber können ebenfalls Mitglied werden, wenn sie die für die Aufnahme gültigen Kriterien erfüllen. Nur Autoren können allerdings aktive Mitglieder werden.

## Präsidenten
- Cat Rambo (seit 2015)[1]
- Steven Gould (2013–2015)[2]
- John Scalzi (2010–2013)
- Russell Davis (2008–2010)
- Michael Capobianco (2007–2008)
- Robin Wayne Bailey (2005–2007)
- Catherine Asaro (2003–2005)
- Sharon Lee (2002–2003)
- Norman Spinrad (2001–2002)
- Paul Levinson (1998–2001)
- Robert J. Sawyer (1998)
- Michael Capobianco (1996–1998)
- Barbara Hambly (1994–1996)
- Joe Haldeman (1992–1994)
- Ben Bova (1990–1992)
- Greg Bear (1988–1990)
- Jane Yolen (1986–1988)
- Charles Sheffield (1984–1986)
- Marta Randall (1982–1984)
- Norman Spinrad (1980–1982)
- Jack Williamson (1978–1980)
- Andrew J. Offutt (1976–1978)
- Frederik Pohl (1974–1976)
- Jerry Pournelle (1973–1974)
- Poul Anderson (1972–1973)
- James Gunn (1971–1972)
- Gordon R. Dickson (1969–1971)
- Alan E. Nourse (1968–1969)
- Robert Silverberg (1967–1968)
- Damon Knight (1965–1967)

## Preise
Einmal im Jahr findet die Preisverleihung der SFWA beim sogenannten Nebula-Bankett statt. Die SWFA vergibt dabei die folgende Preise:

### Nebula Award
Der Preis wird in fünf Kategorien vergeben:
- Novel (Roman)
- Novella (Kurzroman)
- Novelette (Erzählung)
- Short Story (Kurzgeschichte)
- Game Writing (Computerspiel-Drehbuch)

Außerdem wird für das beste Filmdrehbuch der Ray Bradbury Award verliehen.

### Damon Knight Memorial Grand Master Award
Dieser Preis, auch bekannt als SFWA Grand Master Award, wird für das Lebenswerk eines noch lebenden Autors vergeben.
- 2021 Nalo Hopkinson
- 2020 Lois McMaster Bujold
- 2019 William Gibson
- 2018 Peter S. Beagle
- 2017 Jane Yolen
- 2016 C. J. Cherryh
- 2015 Larry Niven
- 2014 Samuel R. Delany
- 2013 Gene Wolfe
- 2012 Connie Willis
- 2010 Joe Haldeman
- 2009 Harry Harrison
- 2008 Michael Moorcock
- 2007 James Gunn
- 2006 Harlan Ellison
- 2005 Anne McCaffrey
- 2004 Robert Silverberg
- 2003 Ursula K. Le Guin
- 2001 Philip José Farmer
- 2000 Brian W. Aldiss
- 1999 Harry Stubbs aka Hal Clement
- 1998 Poul Anderson
- 1997 Jack Vance
- 1996 A. E. Van Vogt
- 1995 Damon Knight
- 1993 Frederik Pohl
- 1991 Lester del Rey
- 1989 Ray Bradbury
- 1988 Alfred Bester
- 1987 Isaac Asimov
- 1986 Arthur C. Clarke
- 1984 Andre Norton
- 1981 Fritz Leiber
- 1979 Lyon Sprague de Camp
- 1977 Clifford D. Simak
- 1976 Jack Williamson
- 1975 Robert A. Heinlein

### Andre Norton Award
Der Preis wird seit 2006 an den herausragendsten Roman für Jugendliche verliehen.
- 2019 Tomi Adeyemi für Children of Blood and Bone
- 2018 Sam J. Miller für The Art of Starving
- 2017 David D. Levine für Arabella of Mars
- 2016 Fran Wilde für Updraft
- 2015 Alaya Dawn Johnson für Love Is the Drug
- 2014 Nalo Hopkinson für Sister Mine
- 2013 E.C. Myers für Fair Coin
- 2012 Delia Sherman für The Freedom Maze
- 2011 Terry Pratchett für I Shall Wear Midnight
- 2010 Catherynne M. Valente für The Girl Who Circumnavigated Fairyland in a Ship of Her Own Making
- 2009 Ysabeau S. Wilce für Flora’s Dare
- 2008 J. K. Rowling für Harry Potter and the Deathly Hallows
- 2007 Justine Larbalestier für Magic or Madness
- 2006 Holly Black für Valiant: A Modern Tale of Faerie

### Author Emeritus Award
Der Preis wird an einen verdienten Autor vergeben, der die Ehre hat, die Festrede beim Nebula-Bankett halten zu dürfen.
- 2010 Neal Barrett, Jr.
- 2009 M. J. Engh
- 2008 Ardath Mayhar
- 2007 D. G. Compton
- 2006 William F. Nolan
- 2004 Charles L. Harness
- 2003 Katherine MacLean
- 2001 Robert Sheckley
- 2000 Daniel Keyes
- 1999 Philip Klaas aka William Tenn
- 1998 Nelson Slade Bond
- 1997 Judith Merril
- 1996 Wilson „Bob“ Tucker
- 1995 Emil Petaja

### Kevin O’Donnell Jr. Service to SFWA Award
Der Preis wird an ein Mitglied der SFWA vergeben, für seine Leistungen im Dienste der SFWA.
- 2019 Lee Martindale
- 2018 Bud Sparhawk
- 2017 Jim Fiscus
- 2016 Lawrence M. Schoen
- 2015 Jeffry Dwight
- 2014 Kevin O’Donnell
- 2013 Michael H. Payne
- 2012 Bud Webster
- 2010 Vonda N. McIntyre
- 2010 Keith Stokes
- 2009 Victoria Strauss
- 2008 Melisa Michaels
- 2008 Graham P. Collins
- 2007 Brook West & Julia West
- 2005 Kevin O’Donnell
- 2004 Michael Capobianco und Ann C. Crispin
- 2000 George Zebrowski und Pamela Sargent
- 1998 Robin Wayne Bailey
- 1997 Sheila Finch
- 1996 Chuq Von Rospach

### Solstice Award
Der Preis wird an Personen vergeben, die einen erheblichen Einfluss auf das Genre ausgeübt haben.
- 2019 Neil Clarke und Nisi Shawl
- 2018 Gardner Dozois und Sheila Williams
- 2017 Toni Weisskopf und Peggy Rae Sapienza
- 2016 Terry Pratchett
- 2015 Stanley Schmidt und Joanna Russ
- 2013 Ginjer Buchanan und Carl Sagan
- 2012 Octavia E. Butler und John Clute
- 2010 Tom Doherty, Terri Windling und Donald Wollheim
- 2009 Martin H. Greenberg, Kate Wilhelm und Algis Budrys

## Publikationen
Die SFWA gibt zwei Zeitschriften heraus, nämlich das SFWA Bulletin und The Forum.

Das SFWA Bulletin ist eine vierteljährlich erscheinende Zeitschrift, die den Mitgliedern kostenlos zugestellt wird, aber auch von Nichtmitgliedern bezogen werden kann. Sie enthält Artikel zu Themen, die von Interesse für Autoren allgemein und Autoren von Science-Fiction im Besonderen sind.
2013 kam es zu einer Kontroverse betreffend in einigen Beiträgen und Illustrationen manifestem Sexismus. Auslöser war die Jubiläumsnummer 200 mit dem im Rahmen der Kolumne Resnick & Malzberg Dialogues erschienenen Beitrag Literary Ladies (Part 2), in dem die Autoren Mike Resnick und Barry Malzberg sich über weibliche Mitarbeiter in den Redaktionen der SF-Magazine und -Verlage in einer Weise ausließen, die bei vielen Lesern Anstoß erregte. Resnick und Malzberg schwelgten in Erinnerungen an Frauen in Redaktionen, die sie als „beauty pageant gorgeous“ („traumhaft wie aus einer Schönheitskonkurrenz“) oder als „knockout“ („umwerfend“) beschrieben. Um das Ganze abzurunden, zeigte das Titelbild eine nur mit einem Kettenpanzer-Bikini bekleidete Kriegerin in frostiger Umgebung.
Es gab zahlreiche Zuschriften, Ankündigungen und Mitgliedschafts-Kündigungen und schließlich eine allgemeine Empörung, als in Nummer 202 Resnick und Malzberg Stellung zur Kontroverse nahmen und dabei zeigten, dass sie die Kritik als Versuch der Zensur interpretiert haben wollten, am Titelbild nichts finden konnten („absolut normale Kriegerin wie tausend andere“) und Malzberg die Anstoßnehmer als „liberale Faschisten“ klassifizierte. Die Reaktion war entsprechend und griff schnell auf erhebliche Teile von SF-Blogosphäre und -Fandom über. Schließlich entschuldigte John Scalzi, seinerzeit Präsident der SFWA sich offiziell und gelobte Besserung. Seine Amtszeit endete am 30. Juni, zur Wahl für eine vierte Amtszeit trat er nicht mehr an. Darüber hinaus schied auch Jean Rabe, damals Herausgeberin des SFWA Bulletins, zum 5. Juni aus.
Die folgende Ausgabe 203 in neuem Format erschien dann im Februar 2014. Das Titelbild zeigte eine orientalische Reiterin mit bis auf Gesicht und Hände völlig verhülltem Körper.

The Forum ist eine ebenfalls vierteljährlich erscheinende Zeitschrift zu internen Themen der SFWA, die nur von Mitgliedern bezogen werden kann.

Außerdem veröffentlicht die SFWA online Beiträge im SFWA Blog.